# إبدال (حوسبة)

إبدال قيمتين مخزنتين في الذاكرة.

الإبدال (بالإنجليزية: Swapping) هي عملية تغيير محتوى موقعين في الذاكرة ليحل الأول محل الثاني والعكس بالعكس.
مثال عن عملية استبدال باستخدام شبه رماز:
```
data_item x := 1
data_item y := 0

swap (x, y);

```

بعد استدعاء الدالة swap () يصبح محتوى المتغير x هو 0، والمتغير y هو 1. ويمكن تعميم العملية على أنواع أخرى من البيانات لو سمحت لغة البرمجة بذلك.